# 닥터 스트레인지
닥터 스트레인지(영어: Doctor Strange) 또는 스티븐 빈센트 스트레인지(영어: Stephen Vincent Strange)는 마블 코믹스에서 출간한 만화책에 등장하는 슈퍼히어로 공상 캐릭터이다. 공동 작가 스탠 리와 스티브 딧코가 창작했으며, 1963년 7월 스트레인지 테일스 #110에서 처음으로 등장한다. 닥터 스트레인지는 과거에 신경외과 의사였고 현재 마법과 초자연적인 것으로부터 지구를 보호하는 소서러 슈프림(영어: Sorcerer Supreme)으로 활동하고 있다.
실버 에이지 시대에 처음으로 나온 후, 닥터 스트레인지는 단독 작품 또는 마블의 작품으로 비디오 게임, 애니메이션 TV 프로그램, 오리지널 비디오 그리고 트레이딩 카드 같은 상품에서도 출연하였다.

## 담당 배우

### 영화
- 닥터 스트레인지(1978) - 피터 후튼
- 닥터 스트레인지(2016) - 베네딕트 컴버배치
  - 토르: 라그나로크(2017) - 베네딕트 컴버배치 (카메오)
  - 어벤져스: 인피니티 워(2018) - 베네딕트 컴버배치
  - 어벤져스: 엔드게임(2019) - 베네딕트 컴버배치
  - 스파이더맨: 노 웨이 홈(2021) - 베네딕트 컴버배치
  - 닥터 스트레인지 인 멀티버스 오브 매드니스(2022) - 베네딕트 컴버배치

## 담당 성우

### TV 애니메이션
- 스파이더맨과 그의 놀라운 친구들(1981) - 존 스티븐슨
- 스파이더맨(1994) - 존 버넌
- 인크레더블 헐크(1996) - 모리스 라마시
- 슈퍼 히어로 스쿼드(2009) - 로저 로즈
- 얼티밋 스파이더맨(2012) - 잭 콜먼, 리엄 오브라이언
- 디스크 전사 어벤져스(2014) - 마츠타니 야스노리
- 마블 퓨처 어벤져스(2018) - 마츠타니 야스노리
- 스파이더맨(2017) - 리엄 오브라이언

### 비디오 게임
- 마블 얼티밋 얼라이언스(2006) - 제임스 호런
- 얼티밋 마블 대 캡콤 3(2011) - 릭 파스콸로네
- 마블 어벤저스: 배틀 포 어스(2012) - 크리스 콕스
- 마블 히어로즈(2013) - 닉 제임슨
- 레고 마블 슈퍼 히어로즈(2013) - 제임스 호런
- 레고 마블 어벤저스(2016) - 월리 윙거트